# Nódulo polimetálico

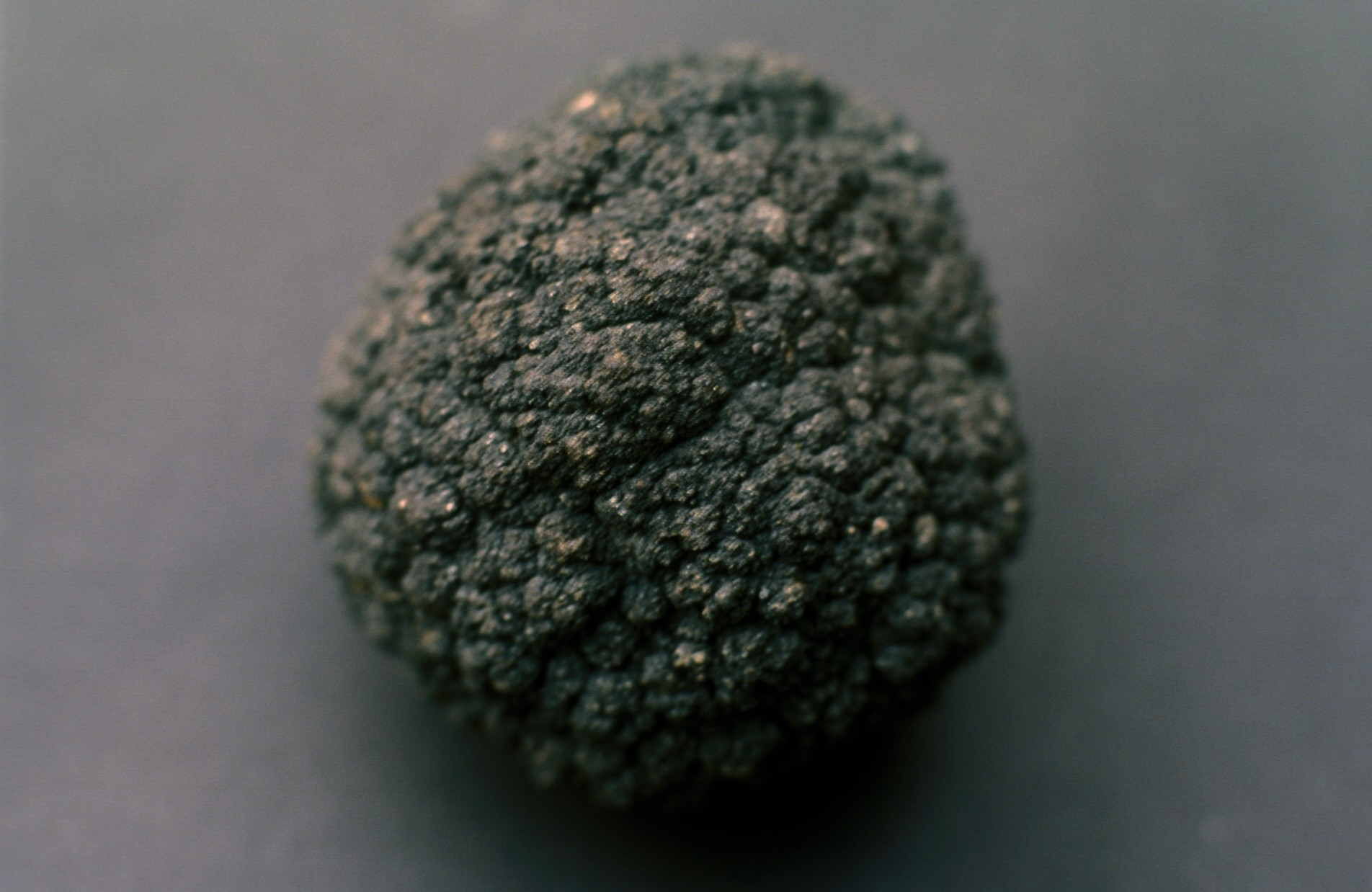
Nódulo de Manganeso

Los nódulos polimetálicos son concreciones esféricas de 1 a 20 centímetros, excepcionalmente mucho mayores, que se han formado sobre un núcleo duro (fragmento de coral, diente de tiburón, etc.).
Constituyen concentraciones extraordinarias de metales útiles, ya que, en promedio, contienen de 15 a 35% de manganeso, de 15 a 20% de hierro, de 1 a 10% de calcio y 1% de cobalto, cobre, níquel y titanio. Son tan abundantes en las llanuras abisales, especialmente en el Océano Pacífico, que se proyecta su extracción industrial mediante dragas especiales.
A raíz de una solicitud presentada en 1967 a iniciativa del embajador maltés Arvid Pardo —conocido como el padre de la Convención de las Naciones Unidas sobre el Derecho del Mar, hecho en Montego Bay el 10 de diciembre de 1982—, fue aprobada la Declaración de principios que regulan los fondos marinos y oceánicos y su subsuelo fuera de los límites de la jurisdicción nacional mediante la resolución 2749 (XXV), de 17 de diciembre de 1970, de la Asamblea General de las Naciones Unidas: «en la cual la Asamblea General de las Naciones Unidas declaró solemnemente, entre otras cosas, que la zona de los fondos marinos y oceánicos y su subsuelo fuera de los límites de la jurisdicción nacional, así como sus recursos, son patrimonio común de la humanidad, cuya exploración y explotación se realizarán en beneficio de toda la humanidad, independientemente de la situación geográfica de los Estados» (preámbulo de la Convención de las Naciones Unidas sobre el Derecho del Mar).
En definitiva, la Organización de las Naciones Unidas incluyó los nódulos polimetálicos en la lista mantenida por el Programa Patrimonio de la Humanidad, administrado por el Comité del Patrimonio de la Humanidad, para la preservación de los fondos marinos y oceánicos.